# Hohe Bühl
Die Hohe Bühl, auf manchen Karten auch Hochbühl, ist ein Berg im nördlichen Pfälzerwald (Rheinland-Pfalz) mit einer Höhe von 443,6 m ü. NHN.

## Geographische Lage
Die Hohe Bühl ist der höchste Berg im Wattenheimer Wald und erhebt sich zwischen den Gemeinden Carlsberg im Osten und Enkenbach-Alsenborn im Westen. Über den Berg verläuft die Gemarkungsgrenze zwischen Wattenheim im Süden und Ramsen im Norden, die zugleich auch die Grenze zwischen dem Donnersbergkreis und dem Landkreis Bad Dürkheim ist. Ihre Kuppe trug früher einen kleinen Aussicht- und später einen Feuerwachturm.

## Gewässer
Im Umkreis des Berges haben mehrere Gewässer ihre Quellen. Am Nordwesthang, etwa 800 m vom Gipfel, entspringt auf 283 m Höhe der 2 km weiter zum Eiswoog aufgestaute Eisbach, dessen starker rechter Zufluss Bockbach etwa 1,4 km entfernt am Nordostfuß der Hohen Bühl auf 295 m. Der Eckbach hat seine Quelle etwa 1,4 km östlich des Berges am Westrand von Carlsbergs Gemeindeteil Kleinfrankreich auf 311 m.

## Verkehr und Tourismus
Die Hohe Bühl ist über einen Wanderpfad zu Fuß zu erreichen. Unterhalb ihrem Südhangs führt gut 300 m von der Kuppe entfernt die Autobahn 6 (Saarbrücken–Mannheim) vorbei, die dort über einem kleinen Bergsattel zu dem Kleinen Bühl einen weiteren Hochpunkt überschreitet. Über diesen Sattel ermöglicht die Grünbrücke Wattenheimer Wald der Tierwelt die Überquerung der Autobahn zum Kleinen Bühl und dem Pfälzerwald.